# 塚田富治
塚田 富治（つかだ とみはる、つかだ とみじ、1946年10月30日 - 2001年12月12日）は、日本の政治学者、政治史家。一橋大学教授。東京都立大学法学博士。専門はイギリス政治史。

## 経歴
富山県出身。
1976年、東京都立大学大学院社会科学研究科博士課程修了。学位論文「トマス・モアにおける宗教と政治 イギリス・ルネッサンス期政治思想研究序説」により同大学法学博士。
一橋大学社会学部助教授、言語社会研究科教授を歴任。
2001年12月12日、呼吸不全で死去。享年55歳。

## 人物
- 受動喫煙に批判的で、一橋大学の禁煙化に尽力した[4]。

## 著作

### 単著
- 『トマス・モアの政治思想 イギリス・ルネッサンス期政治思想研究序説』（木鐸社、1978年）
- 『カメレオン精神の誕生 徳の政治からマキアヴェリズムへ』（平凡社、1991年）
- 『政治家の誕生 近代イギリスをつくった人々』（講談社〈講談社現代新書〉、1994年）
- 『ベイコン もうひとつの近代精神』（研究社出版〈イギリス思想叢書〉、1996年）
- 『近代イギリス政治家列伝 かれらは我らの同時代人』（みすず書房、2001年）

### 翻訳
- クェンティン・スキナー『マキアヴェッリ 自由の哲学者』（未来社、1991年）

## 論文
- <塚田富治